# A1公路 (立陶宛)

A1公路是一條橫貫立陶宛的公路。東起首都維爾紐斯，中經第二大城市考那斯，西至最大港口城市克萊佩達。是立陶宛最長的公路。
公路公長311.40公里，其中維爾紐斯至考那斯段1970年通車，考那斯至克萊佩達段1987年通車。全程四線雙程行車，其中維爾紐斯至考那斯段屬快速公路標準（夏季時速110公里、冬季100公里），考那斯至克萊佩達段按高速公路標準興建（夏季時速130公里、冬季110公里）。
公路全线属于歐洲E85公路，此外其中Juodoniai至考那斯属于歐洲E67公路，另外基巴爾泰至馬里揚泊列属于歐洲E28公路。